# Inuvialuit
Los Inuvialuit (sing. Inuvialuk; gente reales) o Inuit del oeste de Canadá son una etnia inuit que viven en la región ártica del oeste de Canadá. Como todos los inuit, son descendientes de los Thule que emigraron hacia el este desde Alaska. Su tierra natal, la región del asentamiento de Inuvialuit, cubre el área de la costa del Océano Ártico desde la frontera con Alaska, al este a través del mar de Beaufort y más allá del golfo de Amundsen, que incluye algunas de las islas árticas canadienses occidentales, así como la comunidad interior de Aklavik y parte del Yukón. La tierra fue demarcada en 1984 por el Acuerdo Final de Inuvialuit.

## Historia y migración
Antes del siglo XX. la Región de Asentamiento Inuvialuit estaba habitada principalmente por Siglit Inuit, pero en la segunda mitad del siglo XIX, su número fue diezmado por la introducción de nuevas enfermedades. Nunatamiut, los inuit de Alaska, se trasladaron a las áreas tradicionales de Siglit en las décadas de 1910 y 20, atraídos en parte por la renovada demanda de pieles de la Compañía de la Bahía de Hudson y los mercados europeos. El Nunatamiut que se estableció en el área de Siglit se conoció como Uummarmiut. Originalmente, hubo una intensa aversión entre los Siglit y los Uummarmiut, pero estas diferencias se desvanecieron con los años y los dos pueblos aborígenes se casaron entre sí. Con la atención médica mejorada y los matrimonios mixtos de Nunatamiut, los Inuvialuit ahora suman aproximadamente 3,100.
En la década de 1930, los Inuvialuit participaron en un plan del gobierno canadiense para introducir el pastoreo de renos como el principal motor económico del Ártico occidental. A un costo tremendo, miles de animales domesticados fueron conducidos desde Alaska a la nueva comunidad de Reindeer Station en el Delta del Mackenzie. Los indígenas sami fueron importados de Noruega para enseñar a los hombres inuvialuit cómo cuidar de sus propios rebaños. Sin embargo, el programa fue relativamente infructuoso, ya que requería un estilo de vida solitario y era menos lucrativo que la caza y captura tradicionales.
El Informe sobre conocimientos tradicionales de la región del asentamiento de Inuvialuit de 2006 identificó características adicionales de denominación. Los inuvialuit que viven en el oeste son llamados Ualinirmiut (Ualiniq) por la gente del este. Los Inuvialuit que ocupan el este son conocidos como Kivaninmiut (Kivaliniq) por la gente del oeste.
Los inuit de Ulukhaktok no son ni Siglit ni Uummarmiut, pero son inuit de cobre y se refieren a sí mismos como Ulukhaktokmuit después de Ulukhaktok, el nombre nativo de lo que solía llamarse Holman.
El oleoducto propuesto del valle de Mackenzie pasaría por territorio tanto de Inuvialuit como de Gwich'in.

## Cultura
Durante todo el año, los inuvialuit cazan caribúes de los rebaños de Cape Bathurst y Bluenose También han compartido el rebaño de puercoespines con los gwich'in. La caza del caribú ha sido la causa de tensiones entre los inuvialuit y los gwich'in. Las otras actividades de caza son estacionales:: 62 
- Primavera: pesca, caza de gansos, caza de osos grizzly;
- Verano: caza de ballenas, pesca, recolección de bayas, raíces y plantas medicinales;
- Otoño: pesca, caza de focas, caza de gansos y recolección de plantas;
- Invierno: pesca, caza de focas, caza de osos polares.

Los juegos tradicionales incluyen:: 60 
- akimuq: juego de patada alta;
- ayahaaq: conjunto de cuerdas;
- iglukisaaq: hacer malabares con rocas;
- mak: tratar de hacer reír a una persona;
- napataak: juego de dardos con mango de madera y un clavo afilado.

## Lengua
El idioma tradicional se conoce como Inuvialuktun y se compone de tres o cuatro dialectos. Uummarmiutun, hablado por el Uummarmiut de Aklavik e Inuvik, es un dialecto inupiatun pero generalmente se asocia con Inuvialuktun. Siglitun es hablado por Siglit de Sachs Harbour, Paulatuk, Tuktoyaktuk e Inuvik. Kangiryuarmiutun es utilizado por el Kangiryuarmiut de Ulukhaktok. Kangiryuarmiutun es esencialmente lo mismo que Inuinnaqtun, que también se usa en las comunidades de Nunavut de Kugluktuk, Bathurst Inlet y Cambridge Bay. Natsilingmiutut utilizado por Netsilingmiut de Gjoa Haven, Taloyoak, Kugaaruk y Repulse Bay en Nunavut. Uummarmiutun, Siglitun e Inuinnaqtun (Kangiryuarmiutun) están escritos en alfabeto latino, mientras que Natsilingmiutut está escrito en sílabas inuktitut.

## Comunidades
El área cubierta por la Región de Asentamiento Inuvialuit es 521 707,68 km² (201 432,46 millas cuadradas). Aklavik (Aklavik Indian Band, Ehdiitat Gwich’in Council) e Inuvik (Nihtat Gwich’in Council) se comparten con el pueblo Gwich’in que está representado por el Gwich’in Tribal Council.
| Inuvialuit Comunidades | Inuvialuit Comunidades | Inuvialuit Comunidades                                                                                      | Inuvialuit Comunidades | Inuvialuit Comunidades | Inuvialuit Comunidades | Inuvialuit Comunidades | Inuvialuit Comunidades | Inuvialuit Comunidades |
| ---------------------- | ---------------------- | --- | ---------------------- | ---------------------- | ---------------------- | ---------------------- | ---------------------- | ---------------------- |
| Comunitario            | Comunitario            | Traducción inglesa                                                                                          | 2006 población         | Inuvialuit             | Primeras Naciones      | Métis                  | Otro Aborigen          | No-Aborigen            |
| Aklavik                | Aklavik                | "lugar de terreno baldío y grisáceo"                                                                        | 594                    | 350                    | 185                    | 10                     | 0                      | 40                     |
| Inuvik                 | Inuvik                 | "Sitio de hombre"                                                                                           | 3,484                  | 1,335                  | 630                    | 160                    | 0                      | 1,260                  |
| Paulatuk               | Paulatuk               | "Lugar de carbón"                                                                                           | 294                    | 260                    | 0                      | 0                      | 0                      | 30                     |
| Sachs Puerto           | Sachs Puerto           | llamados tradicionalmente Ikahuak, que significa "adonde se cruza"                                          | 122                    | 105                    | n/Un                   | n/Un                   | n/Un                   | 15                     |
| Tuktoyaktuk            | Tuktoyaktuk            | "parecido a un caribú"; anteriormente llamados Port Brabant                                                 | 870                    | 705                    | 20                     | 10                     | 0                      | 145                    |
| Ulukhaktok             | Ulukhaktok             | "un gran acantilado donde solíamos recolectar materia prima para hacer ulus", anteriormente llamados Holman | 398                    | 360                    | 10                     | 0                      | 0                      | 30                     |